# Down (album de The Jesus Lizard)
Pour les articles homonymes, voir Down.
Albums de The Jesus Lizard
Liar
(1992) Shot
(1996)
Down est le quatrième album de The Jesus Lizard. Sorti en 1994, il est le dernier album du groupe pour le label Touch and Go Records.

## Titres
| 1.    | Fly On The Wall               | 3:06 |
| 2.    | Mistletoe                     | 1:53 |
| 3.    | Countless Backs of Sad Losers | 3:00 |
| 4.    | Queen For A Day               | 2:26 |
| 5.    | The Associate                 | 5:00 |
| 6.    | Destroy Before Reading        | 3:13 |
| 7.    | Low Rider                     | 3:36 |
| 8.    | 50 Cents                      | 2:49 |
| 9.    | American BB                   | 2:18 |
| 10.   | Horse                         | 3:10 |
| 11.   | Din                           | 3:19 |
| 12.   | Elegy                         | 3:48 |
| 13.   | The Best Parts                | 2:55 |
| 40:40 |                               |      |